# Pavonia paludicola
La majagüilla común de Cuba (Pavonia paludicola) es una especie de plantas con flores perteneciente a la familia  Malvaceae. Se encuentra en  América tropical.

## Descripción
Son arbustos, que alcanzan un tamaño de 1–3 (–5) m de alto, más o menos escandentes; tallos y pecíolos más o menos pubescentes con tricomas diminutos. Hojas anchamente ovadas, acuminadas en el ápice, cordadas en la base, inconspicuamente dentadas o crenuladas hasta subenteras, dispersa y menudamente estrellado-pubescentes; estípulas 1–5 mm de largo. Inflorescencia un racimo afilo, los pedicelos solitarios, 1.5–6 cm de largo; bractéolas del calículo de 8, 8–10 mm de largo, inconspicuamente pubescentes o glabrescentes; cáliz casi igual al calículo; pétalos 1.5–2 cm de largo, erectos, amarillo-verdosos. Frutos con una corona de 5 prominencias apicales, carpidios 10–12 mm de largo, glabros, leñosos; semillas 6–8 mm de largo.

## Distribución y hábitat
Es una especie rara, que se encuentra en los manglares en la costa atlántica; al nivel del mar; fl y fr durante todo el año; se distribuye desde Estados Unidos (Florida) y Belice al norte de Sudamérica, también en las Antillas.

## Taxonomía
Pavonia paludicola fue descrita por Nicolson ex Fryxell y publicado en Flora of the Lesser Antilles, Leeward and Windward Islands 5: 241. 1989.
Etimología
Pavonia: nombre genérico que fue otorgado en honor al botánico español José Antonio Pavón y Jiménez.
paludicola: epíteto latino que significa "que habita en los pantanos".
Sinonimia
- Althaea racemosa Sw.
- Malache scabra B.Vogel	basónimo
- Malache spicata Kuntze
- Pavonia racemosa (Sw.) Sw.
- Pavonia scabra (B.Vogel) Cif.
- Pavonia spicata Cav.[4]